# Røde Lancasterrose
Den røde Lancasterrose (blasonering: en rose gules) var den devise, der blev anvendt af kongehuset Lancaster i det 14. århundrede. I moderne tid symboliserer det grevskabet Lancashire. Den nøjagtige art eller sort, som den repræsenterer, menes at være fransk rose.
Den røde rose blev først anvendt som en devise af Johan af Gent, 1. hertug af Lancaster (1340–1399), den tredje overlevende søn af kong Edvard 3. af England og far til kong Henrik 4., den første Lancaster-konge, der erobrede tronen fra sin fætter kong Richard 2. Johan of Gents yngre bror Edmund af Langley, 1. hertug af York (1341–1402), antog den hvide Yorkrose som sin devise. Deres respektive efterkommere kom senere til at kæmpe om Englands trone i flere årtier i borgerkrigen, som er blevet kendt som Rosekrigene efter de to konkurrerende kongelige sidelinjers deviser. Under borgerkrigen i det femtende århundrede var den røde rose et symbol for Lancaster-styrkerne, der kæmpede imod det rivaliserende Hus York. Modsætningen mellem de to roser gav borgerkrigen dens navn: Rosekrigene, en betegnelse der blev skabt i det 19. århundrede. Konflikten blev afsluttet af kong Henrik 7. af England, som ved at gifte sig med Elizabeth af York på symbolsk vis forenede den røde og hvide rose og skabte Tudorrosen, symbolet på Tudor-dynastiet.

## Blomst
Den røde Lancasterrose er en officiel sort og er muligvis den første dyrkede rose. Rosen voksede vildt i hele Centralasien og blev opdaget af de gamle persere og egyptere. Senere blev den indført af romerne, der introducerede den til Gallien (Frankrig), hvor den fik navnet Rosa gallica. Det er dokumenteret, at den i Karl den Stores hof blev udnyttet til parfume. Rosen blev også værdsat for dens medicinske egenskaber og blev anvendt i utallige medicinske lægemidler.

## Middelaldersymbol
Den røde Lancasterrose stammer fra Edvard 1. af Englands guldrosedevise. Andre medlemmer af hans familie brugte varianter af den kongelige devise, bl.a. anvendte kongens bror, jarlen af Lancaster, en rød rose. Det antages, at den røde Lancaster rose var Huset Lancasters devise under Rosekrigene. Beviser for denne "anvendelse af rosen" inkluderer optegnelser over fast ejendom, hvori der årligt opkræves en rød rose for en herregård, der direkte blev holdt for Henrik 6. af England. Der er dog tvivl om, hvorvidt den røde rose faktisk var en devise, der blev indført af Lancaster-fraktionen under Rosekrigene. Adrian Ailes har bemærket, at den røde rose "sandsynligvis skylder dens populære anvendelse til Henrik 7., der hurtigt reagerede på den allerede eksisterende hvide Yorkrose i en tid, hvor tegn og symboler kunne betyde mere end ord."
Det gjorde det også muligt for Henrik at opfinde og udnytte sin mest berømte heraldiske emblem, Tudorrosen, der kombinerede den såkaldte røde Lancasterrose og den hvide Yorkrose. Denne blomsterforening symboliserede smukt genoprettelsen af fred og harmoni og hans ægteskab i januar 1486 med Elizabeth af York. Det var et strålende stykke simpel heraldisk propaganda.” Tudorrosen anvendes som Englands plantedevise ( Skotland anvender tidslen, Irland anvender trekløveren, og Wales anvender porren).

## Senere anvendelse
Rosen udgør ikke nogen del af hertugdømmet Lancaster insignier, men kom til at blive set på som et emblem for grevskavet Lancashire, og blev som sådan indføjet i adskillige af Lancashire lokale myndigheders våbenskjold inklusive grevskabsrådet. Siden 1974 har en række storbyområder i Greater Manchester og Merseyside inkluderet røde roser i deres våbenskjold for at vise at de blev dannet ud fra dele af Lancashire. Den findes også i London Borough of Enfields våbenskjold.
Lancashires traditionelle flag, en rød rose på en hvidt baggrund, blev aldrig officielt registreret hos Flag Institute, og da dette blev forsøgt, fandt man ud af, at dette flag var blevet registreret af byen Montrose i Skotland. Da to flag med samme design ikke kan registreres, er Lancashires officielle flag nu registreret som en rød rose på en gul baggrund.
I dag er den røde rose stadig meget udbredt og ikke nødvendigvis på en gul baggrund. Lancashire County Cricket Club anvender stadig rosen som et emblem. Trafford Center har også røde roser i sin arkitektur, særligt på alle ruderne i indkøbscentret. Lancashire GAA har en rød rose på sit emblem. Manchester City Football Club havde den røde rose i sit klublogo fra 1972 til 1997 og genindførte den i 2015, hvilket afspejler Manchesters historie som en del af Lancashire. Det findes også i andres klubbers logoer: Blackburn Rovers, Bolton Wanderers og Barrow. Edge Hill University i Ormskirk anvender den røde rose på en gul baggrund på sit våbenmærke sammen med en Liver Bird, der symboliserer dens nuværende placering (Lancashire) og oprindelse i Liverpool.
I Skjoldet i Lancashire County Councils våbenskjold optræder dog ikke én, men tre røde roser på på trekanter af guld på en rød baggrund. Våbenskjoldet har været officielt siden 1903.

## Anvendelse i militæret
Fra det nittende århundrede blev den røde rose en del af devisen for en række enheder i den britiske hær, der rekrutterede i grevskabet. Under 1. verdenskrig blev rosen båret af 55th (West Lancashire) Division. Deres motto var "De vinder eller dør, dem som bærer Lancasterrosen". Da divisionen blev reformeret i 1920, behldt den rosen som dens insignier. På hueemblemet tilhørende Duke of Lancaster's Regiment, der blev dannet i 2006, ses rosen.
Saskatoon Light Infantry i den canadiske hær har og indføjet den røde rose i designet af deres huedevise og regimentsknapper på grund af en alliance med York and Lancaster Regiment i den britiske hær.

## International anvendelse
Den canadiske by Montreal har en Lancasterrose i øverste højre hjørne af sit flag, der repræsenterer byens historiske engelske samfund.
Den amerikanske by Lancaster, Pennsylvania, kendt som "Red Rose City", anvender Lancasterrosen som dens segl og i dens flag.